# Давид Макариу
Давид (на гръцки: Μακαρίου) е гръцки духовник, петренски епископ на гръцката старостилна Църква на истинно-православните християни на Гърция (Синод на Калиник).

## Биография
Роден e в 1976 година в македонския град Солун със светското име Космас Макариу (Κοσμᾶς Μακαρίου). Учи в родния си град. В 1994 година се замонашва в манастира „Свети Яков“ в Перистера при игумена архимандрит Макарий. В 1996 година е ръкоположен за дякон от епископ Макарий Петренски. В 2004 година завършва Богословския факултет на Солунския университет. В 2007 година е ръкоположен за свещеник от архиепископа на Атина и цяла Гърция Макарий. В 2014 година е избран и ръкоположен за петренски епископ от архиепископ Макарий и Светия синод на Църквата на истинно-православните християни на Гърция.